# Diócesis de Blumenau
La diócesis de Blumenau (en latín: Dioecesis Florumpratensis y en portugués: Diocese de Blumenau) es una circunscripción eclesiástica de la Iglesia católica en Brasil. Se trata de una diócesis latina, sufragánea de la arquidiócesis de Joinville. Desde el 24 de junio de 2015 su obispo es Rafael Biernaski.

## Territorio y organización
La diócesis tiene 3835 km² y extiende su jurisdicción sobre los fieles católicos de rito latino residentes en 13 municipios del estado de Santa Catarina: Blumenau, Balneário Piçarras, Benedito Novo, Doutor Pedrinho, Gaspar, Ilhota, Indaial, Luiz Alves, Navegantes, Penha, Pomerode, Rio dos Cedros y Timbó.
La sede de la diócesis se encuentra en la ciudad de Blumenau, en donde se halla la Catedral de San Pablo Apóstol.
En 2022 en la diócesis existían 41 parroquias.

## Historia
La diócesis fue erigida el 19 de abril de 2000 mediante la bula Venerabiles Fratres del papa Juan Pablo II, obteniendo el territorio de la arquidiócesis de Florianópolis y de las diócesis de Joinville y de Rio do Sul.
Originalmente sufragánea de la arquidiócesis de Florianópolis, el 5 de noviembre de 2024 pasó a formar parte de la provincia eclesiástica de Joinville.

## Estadísticas
Según el Anuario Pontificio 2023 la diócesis tenía a fines de 2022 un total de 612 051 fieles bautizados.
| Año                                                                             | Población            | Población | Población      | Sacerdotes | Sacerdotes    | Sacerdotes    | Bautizados por sacerdote | Diáconos permanentes | Religiosos | Religiosos | Parroquias |
| Año                                                                             | Bautizados católicos | Total     | % de católicos | Total      | Clero secular | Clero regular | Bautizados por sacerdote | Diáconos permanentes | Varones    | Mujeres    | Parroquias |
| ------------------------------------------------------------------------------- | -------------------- | --------- | -------------- | ---------- | ------------- | ------------- | ------------------------ | -------------------- | ---------- | ---------- | ---------- |
| 2000                                                                            | 410 000              | 595 898   | 68.8           | 34         | 22            | 12            | 12 058                   | 21                   | 12         | 73         | 25         |
| 2001                                                                            | 333 000              | 483 021   | 68.9           | 46         | 25            | 21            | 7239                     | 26                   | 22         | 70         | 26         |
| 2002                                                                            | 400 387              | 518 032   | 77.3           | 57         | 32            | 25            | 7024                     | 26                   | 26         | 74         | 26         |
| 2003                                                                            | 382 612              | 529 258   | 72.3           | 54         | 31            | 23            | 7085                     | 31                   | 24         | 76         | 27         |
| 2004                                                                            | 390 264              | 540 242   | 72.2           | 51         | 31            | 20            | 7652                     | 31                   | 21         | 79         | 28         |
| 2006                                                                            | 401 000              | 571 000   | 70.2           | 54         | 35            | 19            | 7425                     | 30                   | 21         | 70         | 29         |
| 2012                                                                            | 430 000              | 609 000   | 70.6           | 65         | 49            | 16            | 6615                     | 60                   | 16         | 60         | 38         |
| 2015                                                                            | 470 502              | 686 978   | 68.5           | 71         | 57            | 15            | 6626                     | 53                   | 15         | 40         | 40         |
| 2018                                                                            | 479 650              | 708 700   | 67.7           | 68         | 54            | 14            | 7053                     | 71                   | 14         | 30         | 41         |
| 2020                                                                            | 605 322              | 815 365   | 74.2           | 72         | 57            | 15            | 8407                     | 73                   | 15         | 49         | 41         |
| 2022                                                                            | 612 051              | 831 172   | 73.6           | 60         | 42            | 18            | 10 200                   | 57                   | 18         | 35         | 41         |
| Fuente: Catholic-Hierarchy, que a su vez toma los datos del Anuario Pontificio. |                      |           |                |            |               |               |                          |                      |            |            |            |

## Episcopologio
- Angélico Sândalo Bernardino (19 de abril de 2000-18 de febrero de 2009 retirado)
- Giuseppe Negri, P.I.M.E. (18 de febrero de 2009-29 de octubre de 2014 nombrado obispo coadjutor de Santo Amaro)
- Rafael Biernaski, desde el 24 de junio de 2015